# Evangelische Kirche (Honrath)

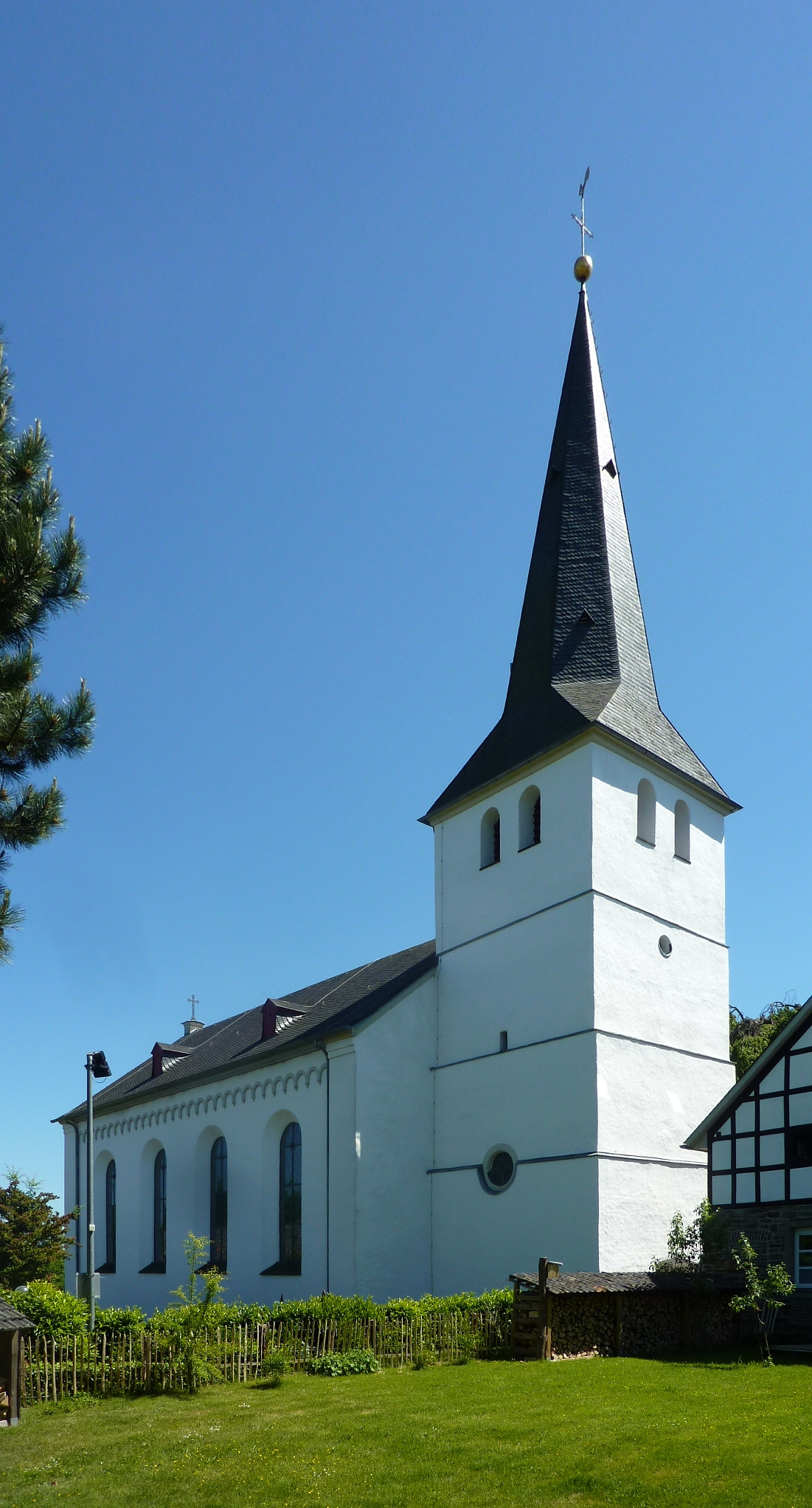
Die Evangelische Kirche zu Honrath

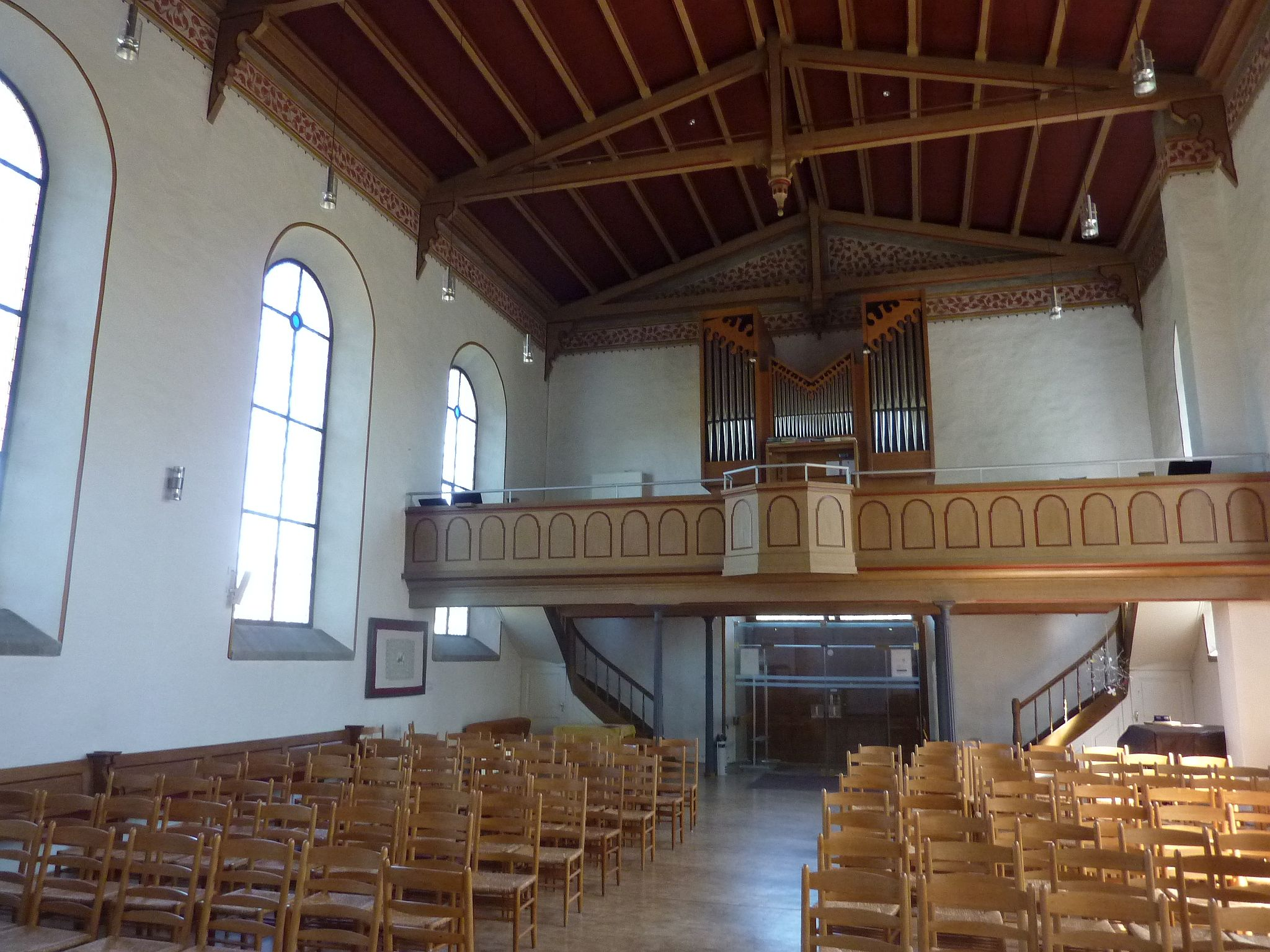
Inneres Richtung Orgel

Die Evangelische Kirche in Lohmar-Honrath im Rhein-Sieg-Kreis in Nordrhein-Westfalen ist – neben der Christuskirche in Lohmar und der Friedenskirche in Birk – eine der drei Predigtstätten der Emmaus-Kirchengemeinde Lohmar im Kirchenkreis An Sieg und Rhein der Evangelischen Kirche im Rheinland.

## Geschichte
Die erste urkundliche Erwähnung der Kirche erfolgte 1209, als durch Graf Arnold von Hückeswagen dem Kloster Gräfrath seine Honrather Eigenkirche geschenkt wurde. Die Kirche war den Heiligen Margaretha und Georg geweiht. Aus dieser Zeit stammt der heute noch erhaltene romanische Kirchturm. In seinem ersten Obergeschoss findet sich eine Kapelle, die mit der benachbarten Burg Honrath durch einen Brückenbogen verbunden war.
1646 wurde an der Kirche die Reformation eingeführt, das Kloster Gräfrath behielt aber bis zu seiner Aufhebung 1803 das Patronatsrecht. Das romanische Langhaus wurde 1856/57 durch einen Saalbau ersetzt. Nach einem Brand erhielt der Turm 1895 seine neugotische Schieferpyramide.
Um 1990 fand die Kirche Beachtung, als der evangelische Kirchenmusiker Peter Neumann hier Teile seiner Gesamteinspielung der Messen Wolfgang Amadeus Mozarts vornahm.
Die Kirche ist als Baudenkmal Nr. 41 in die Denkmalliste der Stadt Lohmar eingetragen.